# Tetramorium bicolor
Tetramorium bicolor är en myrart som beskrevs av Hugo Viehmeyer 1914. Tetramorium bicolor ingår i släktet Tetramorium och familjen myror. Inga underarter finns listade i Catalogue of Life.